# Kanton Saint-Georges-sur-Loire
Kanton Saint-Georges-sur-Loire (fr. Canton de Saint-Georges-sur-Loire) je francouzský kanton v departementu Maine-et-Loire v regionu Pays de la Loire. Tvoří ho 10 obcí.

## Obce kantonu
- Béhuard
- Champtocé-sur-Loire
- Ingrandes
- La Possonnière
- Saint-Georges-sur-Loire
- Saint-Germain-des-Prés
- Saint-Jean-de-Linières
- Saint-Léger-des-Bois
- Saint-Martin-du-Fouilloux
- Savennières